# Fritz Anneke

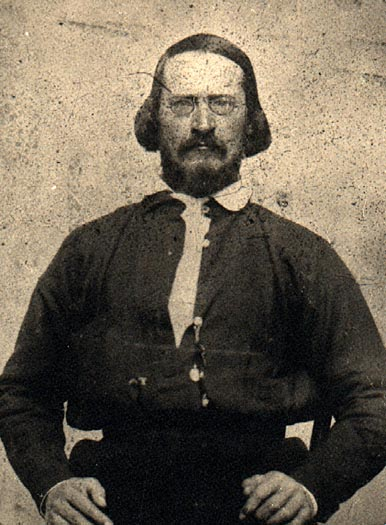
Fritz Anneke

Fritz Anneke (* 31. Januar 1818 in Dortmund als Carl Friedrich Theodor Anneke; † 8. Dezember 1872 in Chicago, Illinois) war ein deutscher Revolutionär, preußischer und US-amerikanischer Offizier. Anneke war Mitbegründer des Kölner Arbeitervereins und dessen erster Sekretär. Während der Reichsverfassungskampagne in der Pfalz und in Baden im Sommer 1849 war Anneke als Oberbefehlshaber der Artillerie der Pfälzischen Volkswehr einer der militärischen Kommandeure.
Nach seiner Emigration in die USA unterstützte er zusammen mit seiner Frau Mathilde Franziska Anneke, die eine der berittenen Kuriere der 1848er Revolution gewesen und zu den bekanntesten Pionierinnen auch der amerikanischen Frauenbewegung werden sollte, wie auch seinem Bruder Emil die Republikanische Partei von Abraham Lincoln und engagierte sich für die Gleichberechtigung der Afroamerikaner.

## Leben

### Jugend und militärische Laufbahn in Preußen (1818–1846)
Anneke war der Sohn eines preußischen Oberberginspektors, der aus beruflichen Gründen aus der Mark Brandenburg ins westfälische Dortmund gezogen war. Die Familie Annecke stammt ursprünglich aus dem Dorf Schadeleben in Sachsen-Anhalt. Zwei jüngere Brüder, Emil Annecke und Carl Annecke, wanderten wie Fritz nach ihrem Engagement in der Revolution 1848/1849 in die USA aus.
Nachdem Fritz Anneke eine Kadettenanstalt absolviert hatte, stellte ihn 1841 das 7. Artillerie-Regiment der Preußischen Armee in Wesel als Leutnant ein.
Schon ein Jahr später trat Anneke mit den verschiedenen demokratischen Zirkeln rund um die Redaktion der Rheinischen Zeitung in Verbindung. Im Jahr 1844 schloss er sich einem solchen Kreis in Westfalen an und leitete auch selbst in Minden einen politischen Lesezirkel. Dort lernte er auch seine spätere Frau Mathilde Franziska kennen. Wegen „revolutionärer Tätigkeit“ wurde Anneke im August 1846 aus der Armee unehrenhaft entlassen. Er hatte sich u. a. geweigert, als Offizier den ständischen Duellierzwang anzuerkennen.

### Revolutionär und Sozialist in Köln (1847–1849)
Am 3. Juli 1847 heirateten Anneke und Mathilde Franziska Giesler in Köln. Im selben Jahr trat er in Köln dem Bund der Kommunisten bei und half mit, die große Volksdemonstration am 3. März 1848 zu organisieren. Durch dieses frühe Engagement in der Märzrevolution schloss er Freundschaft mit Karl Marx, Friedrich Engels, Ferdinand Lassalle und anderen.
Im April 1848 war Anneke Mitbegründer des Kölner Arbeitervereins und wurde dessen erster Sekretär. Als solcher wurde er gleichzeitig auch Mitglied des Rheinischen Kreisausschusses der Demokraten. Weitere bekannte Mitglieder waren Joseph Moll, Karl Schapper, Peter Nothjung, Peter Gerhard Roeser u. a. Durch seine Tätigkeit als Sekretär fiel Anneke der Obrigkeit auf und wurde am 3. Juli 1848 als „staatsgefährdendes Element“ verhaftet und des Hochverrats angeklagt. Während seiner und Gottschalks Haft wurde Karl Marx am 16. Oktober 1848 zeitweise Präsident des Arbeitervereins. Doch nach einem aufsehenerregenden Prozess sprachen die Geschworenen Anneke am 23. Dezember 1848 frei.
Anneke war auch einer „der Wahlmänner der Stadt Köln für die Wahl der Abgeordneten zur zweiten Kammer“ für den „22. Bezirk“. Ab dem 10. September 1848 publizierte Anneke zusammen mit seiner Ehefrau und Friedrich Beust die Neue Kölnische Zeitung für Bürger Bauern und Soldaten. Während seiner Inhaftierung übernahm seine Ehefrau alle Aufgaben eines Verlegers der Neuen Kölnischen Zeitung für Bürger Bauern und Soldaten. In der berühmten blutrot gedruckten letzten Ausgabe der Neuen Rheinischen Zeitung empfiehlt Karl Marx seinen Lesern die Lektüre der Anneke-Publikation. Marx und Engels standen Anneke eher kritisch gegenüber, vor allem auch nach der gescheiterten Reichsverfassungskampagne (siehe unten), waren aber große Verehrer seiner attraktiven und charismatischen Ehefrau.

### Teilnahme am Badisch-Pfälzischen Aufstand 1849 während der Reichsverfassungskampagne

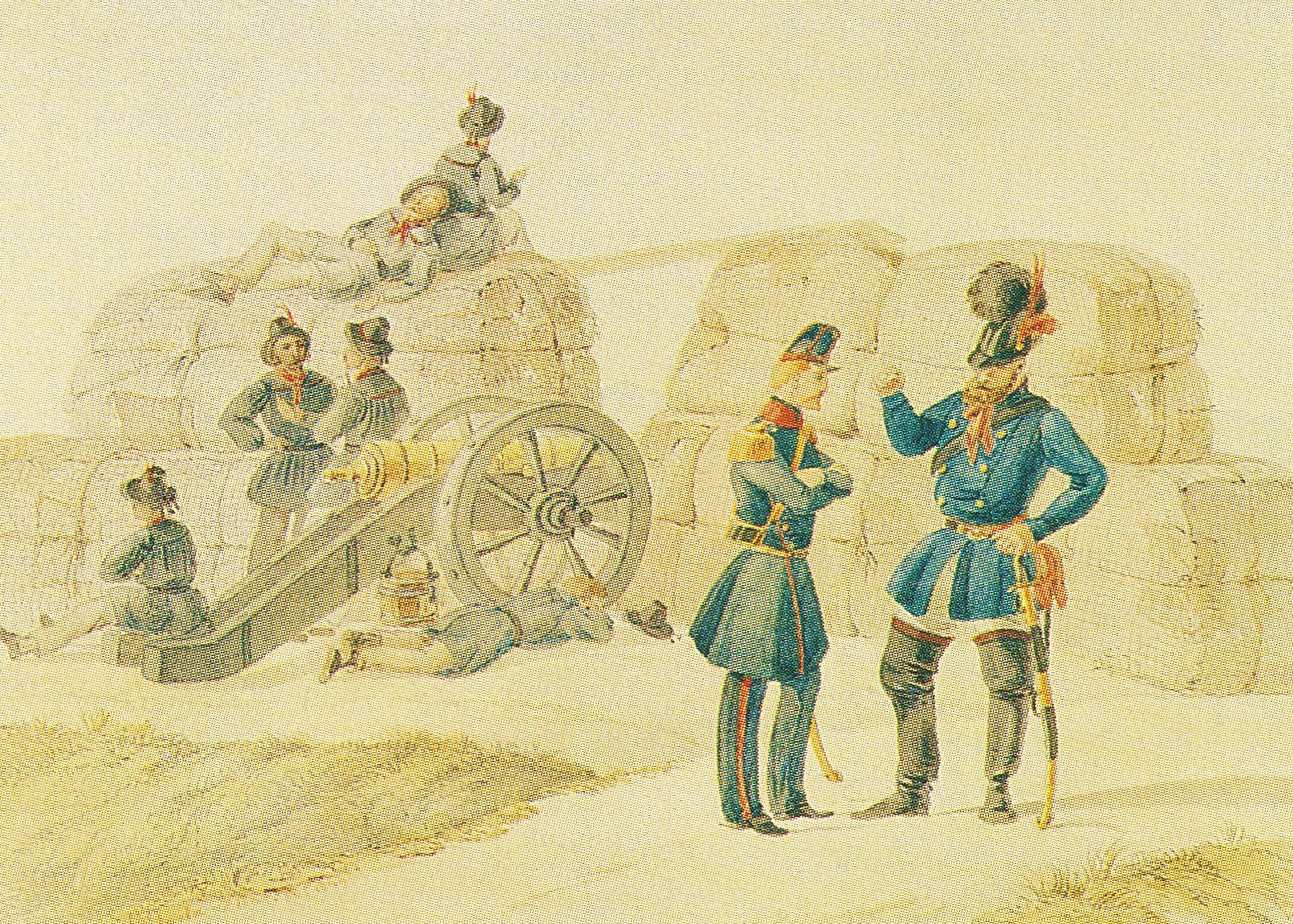
Arnold Steck und Fritz Anneke vor einem der Geschütze der badischen Revolutionsarmee die im Juni 1849 von Mannheim aus das von Preußen besetzte Ludwigshafen beschießen.

Im Mai 1849 berief man Anneke in die Militärkommission. Nach dem gescheiterten Sturm auf das Zeughaus in Siegburg (zusammen mit Carl Schurz und anderen) flüchtete Anneke in die revolutionäre Pfalz, wo er als erfahrener Artillerieoffizier hochwillkommen war und sofort das Kommando der Artillerie der von Daniel Fenner von Fenneberg organisierten Pfälzischen Volkswehr übernahm. Carl Schurz wurde sein Adjutant, seine Frau Mathilde diente als Ordonnanzreiterin. Annekes Regiment umfasste ca. 1200 Soldaten. Andere bekannte Sozialisten, die Regimenter der Pfälzischen Volkswehr befehligten, waren Ludwig Blenker (Adjutant war der junge Wilhelm Liebknecht) und August Willich (dessen Adjutant Friedrich Engels war). Während das Erste Korps der preußischen Operationsarmee unter Moritz von Hirschfeld zwischen dem 11. und 18. Juni „methodisch und behutsam“ die Pfalz eroberte, wichen die Volkswehrtruppen nach Baden aus. Dort unterstellten sie sich der von Ludwik Mierosławski befehligten Badischen Revolutionsarmee. Die Unterlegenheit dieser Armee sowie Auseinandersetzungen mit der Revolutionsregierung Lorenz Brentanos (Anneke und die anderen Volkswehrkommandeure, wie beispielsweise Annekes Freund Gustav Struve, wurden zeitweilig von Brentanos Minister Amand Goegg festgenommen) führten zu mehreren Niederlagen, an deren Ende die Revolutionäre teils in der Festung Rastatt kapitulierten, teils in die Schweiz übertraten. Den Annekes gelang es, rechtzeitig zu entfliehen, sie fanden Zuflucht bei ihrem Kölner Freund und Genossen Moses Hess, der zu dieser Zeit in Straßburg lebte. Von Straßburg flüchtete Anneke mit seiner Familie in die USA. In Zweibrücken wurde Anneke wegen seiner Beteiligung am Aufstand im Vorjahr im Jahre 1850 in Abwesenheit zum Tode verurteilt.

### Emigrant in den USA (1849–1872): Offizier, Journalist, Arbeitersekretär
Im Jahr 1859 kehrte Anneke in die Schweiz zurück, um sich als Freiwilliger Giuseppe Garibaldi anzuschließen. Da der Plan scheiterte, kehrte Anneke in die USA zurück. Dort konnte er aber – im Gegensatz zu seiner Ehefrau, seinem Bruder Emil und seinem Adjutanten Schurz – nie richtig Fuß fassen. Einige Zeit war er Korrespondent der Augsburger Allgemeinen Zeitung. 1861 schrieb er in Zürich Der zweite Freiheitskampf der Vereinigten Staaten von Amerika (inzwischen online frei erhältlich, s. u.). Das Buch endet mit der Niederlage der Nordstaaten in der Ersten Schlacht am Bull Run und ist ein glühender Appell für die Sache des Nordens. Konsequenterweise kehrte Anneke selber so bald wie möglich in die USA zurück und beteiligte sich aktiv an der Mobilmachung im Norden durch General George B. McClellan. Er warb intensiv Rekruten unter den deutschen Achtundvierzigern in Wisconsin und übernahm anschließend das Kommando über das 34th Wisconsin Infantry Volunteer Regiment. Es gelang ihm aber nicht, wie mehreren seiner Kameraden aus der Pfälzischen Volkswehr (Blenker, Willich, Schurz), selbst den militärischen Rang eines Generals in der US Army zu erlangen. Er wurde lediglich bis zum Oberst (Colonel) befördert und später sogar wiederum unehrenhaft entlassen, diesmal aufgrund einer Intrige eines später als Spitzel der Südstaaten enttarnten Offizierskollegen.
In seinen letzten Lebensjahren wurde er sogar noch ein Anhänger von Otto von Bismarck, ging aber gleichzeitig politisch auf Distanz zu früheren Weggefährten wie Carl Schurz oder Friedrich Hammacher, die in den USA und Deutschland erfolgreiche Karrieren als Politiker und Wirtschaftsführer aufbauten. Eine solche Karriere blieb ihm selbst versagt, mehrere Unternehmensgründungen scheiterten, die Ehe mit Mathilde Anneke ging auseinander. Zum Schluss lebte er getrennt von ihr in Chicago, wo er als Redakteur und Arbeitersekretär tätig war. Im Alter von 54 Jahren starb Carl Friedrich Theodor Anneke am 8. Dezember 1872 dort an den Folgen eines Unfalls. Nach dem Großen Brand, der ein Jahr vorher große Teile der Stadt in Schutt und Asche gelegt hatte, war Chicago mit ungesicherten Baugruben übersät, eine davon wurde dem kurzsichtigen Anneke zum Verhängnis.
Die Grabstätte befindet sich auf dem Forest Home Cemetery in Milwaukee, Sektion 15, Block 3, Lot 2.

## Literarische Aufarbeitung
Als literarische Figur taucht Anneke im historischen Roman Der Weg in die Freiheit über Carl Schurz von Herbert Kranz auf. Carlo Schmid hat die von Kranz beschriebene Kampagne von Anneke und Schurz in der Pfalz in ein Rundfunkhörspiel verarbeitet, das sich im Archiv der Friedrich-Ebert-Stiftung befindet.

## Werke
- Ein ehrengerichtlichtler Proceß. Otto Wigand, Leipzig 1846. Digitalisat
- Aufforderung an alle Offiziere von ächtem Schrot und Korn. In: Neue Rheinische Zeitung. Organ der Demokratie. Nr. 98 vom 9. September 1848, S. 3.
- Ausführliche Nachrichten über die Königlich Preuß. Wittwen-Pensions- und Verpflegungs-Anstalten. Aus amtl. Quellen. Krüger in Commission, Dortmund 1848.
- Wie’s jetzt im preußischen Heere aussieht. Dietz, Mülheim a. Rh. 1848.
- Friedrich Anneke, Friedrich Beust (Hrsg.): Neue Kölnische Zeitung für Bürger, Bauern und Soldaten. Köln 26. November 1848 bis 3. Juli 1849. Universitätsbibliothek Bonn
- Der zweite Freiheitskampf der Vereinigten Staaten von Amerika. Sauerländer’s Verlag, Frankfurt am Main 1861. Digitalisat Erstes Heft; Zweites Heft